# Tamerlan Tmenov
Tamerlan Tmenov (rusky Тамерлан Тменов), (* 27. července 1977 v Ordžonikidze, Sovětský svaz) je bývalý ruský zápasník – judista osetského původu. Je dvojnásobným olympijským medailistou.

## Sportovní kariéra
S judem začínal v 9 letech ve školním kroužku v rodném Ordžonikidze (dnešní Vladikavkaz). Celou svojí sportovní kariéru spolupracoval s Alikem Bekuzarovem. Judu se věnovali i jeho dva bratři Aslan a Soslan, ale ani jeden se výrazně v ruské reprezentaci neprosadil.
Do ruské seniorské reprezentace se dostal ještě v juniorském věku a vydržel v ní dlouhých 12 let. Tato na ruské poměry dlouhá reprezentační kariéra byla dána jeho mimořádným talentem. Na přelomu tisíciletí v Evropě prakticky neměl konkurenci. Na těžkou váhou měl mimořádně přesnou techniku jako v postoji tak na zemi. Vítězství na šido nebo jusei-gači (praporky) bylo od něho výjimečné. Jeho tomoe-nage mělo téměř absolutní provedení. Přesto se ve světě velké zlaté medaile nedočkal. Jeho otevřený způsob boje vyhovoval rivalům z Japonska. Ti se mu v technice vyrovnali a postupem času byl v duelech s nimi svázaný.
Sportovní ukončil v roce 2009. Věnuje se funkcionářské činnosti.

## Výsledky

### Váhové kategorie
| Turnaj             | 1995       | 1996       | 1997       | 1998       | 1999       | 2000       | 2001       | 2002       | 2003       | 2004       | 2005       | 2006       | 2007       | 2008       |
| Turnaj             | 18         | 19         | 20         | 21         | 22         | 23         | 24         | 25         | 26         | 27         | 28         | 29         | 30         | 31         |
| Turnaj             | těžká váha | těžká váha | těžká váha | těžká váha | těžká váha | těžká váha | těžká váha | těžká váha | těžká váha | těžká váha | těžká váha | těžká váha | těžká váha | těžká váha |
| ------------------ | ---------- | ---------- | ---------- | ---------- | ---------- | ---------- | ---------- | ---------- | ---------- | ---------- | ---------- | ---------- | ---------- | ---------- |
| Olympijské hry     |            | —          |            |            |            | 3.         |            |            |            | 2.         |            |            |            | 7.         |
| Mistrovství světa  | —          |            | 3.         |            | 7.         |            | —          |            | 3.         |            | —          |            | 2.         |            |
| Mistrovství Evropy | —          | —          | úč.        | 1.         | 1.         | 2.         | 1.         | 1.         | 1.         | 3.         | —          | 3.         | —          | 1.         |
| MS juniorů         |            | 1.         |            |            |            |            |            |            |            |            |            |            |            |            |
| ME juniorů         | 1.         | —          | —          |            |            |            |            |            |            |            |            |            |            |            |

### Bez rozdílu vah
| Turnaj             | 1995 | 1996 | 1997 | 1998 | 1999 | 2000 | 2001 | 2002 | 2003 | 2004 | 2005 | 2006 | 2007 | 2008 |
| Turnaj             | 18   | 19   | 20   | 21   | 22   | 23   | 24   | 25   | 26   | 27   | 28   | 29   | 30   | 31   |
| ------------------ | ---- | ---- | ---- | ---- | ---- | ---- | ---- | ---- | ---- | ---- | ---- | ---- | ---- | ---- |
| Mistrovství světa  | —    |      | —    |      | —    |      | —    |      | —    |      | 2.   |      | —    | —    |
| Mistrovství Evropy | —    | —    | —    | —    | —    | —    | —    | —    | —    | —    | 1.   | —    | —    |      |

## Podrobnější výsledky

### Olympijské hry
| Rok      | Kategorie  |  | 1/32                                  | 1/16                              | čtvrtfinále                       | semifinále                         | opravy                           | opravy                                 | o bronz                          | finále                          |
| -------- | ---------- |  | ------------------------------------- | --------------------------------- | --------------------------------- | ---------------------------------- | -------------------------------- | -------------------------------------- | -------------------------------- | ------------------------------- |
| LOH 2000 | těžká váha |  | výhra – 1:10/ksg Dennis van der Geest | výhra – 0:16/tng Frank Möller     | výhra – 1:50/hrm Pan Song         | prohra – 3:43/osg Šin’iči Šinohara | —                                | —                                      | výhra – 1:36/umg Selim Tataroğlu | —                               |
| LOH 2004 | těžká váha |  | výhra – 2:38/uga Gabriel Munteanu     | výhra – 4:33/suk Daniel Hernandes | výhra – 3:10/smk Indrek Pertelson | výhra – 4:40/tsu Mahmud Miran      | —                                | —                                      | —                                | prohra – 1:17/dab Keidži Suzuki |
| LOH 2008 | těžká váha |  | výhra – waz/sug Dennis van der Geest  | výhra – 2:28/(wip) Pan Song       | prohra – 4:44/ysg Satoši Išii     | —                                  | výhra – yuk/uma Paolo Bianchessi | prohra – 3:16/kta Muhammad-Reza Rúdakí | —                                | —                               |

### Mistrovství světa
| Rok     | Kategorie  |  | 1/64                             | 1/32                             | 1/16                             | čtvrtfinále                      | semifinále                       | opravy                           | opravy                           | opravy                           | o bronz                           | finále                           |
| ------- | ---------- |  | -------------------------------- | -------------------------------- | -------------------------------- | -------------------------------- | -------------------------------- | -------------------------------- | -------------------------------- | -------------------------------- | --------------------------------- | -------------------------------- |
| MS 1997 | těžká váha |  | výhra Vjačeslav Berduta          | výhra Nacanieli Takayawa         | prohra Šin’iči Šinohara          | —                                | —                                | výhra Luis Tejada                | výhra Harry Van Barneveld        | výhra Ernesto Pérez              | výhra Selim Tataroğlu             | —                                |
| MS 1999 | těžká váha |  | výhra Valeriu Perdivara          | prohra Indrek Pertelson          | —                                | —                                | —                                | výhra Petr Jákl                  | výhra Eric Krieger               | prohra Pan Song                  | —                                 | —                                |
| MS 2001 | těžká váha |  | nestartoval – Alexandr Michajlin | nestartoval – Alexandr Michajlin | nestartoval – Alexandr Michajlin | nestartoval – Alexandr Michajlin | nestartoval – Alexandr Michajlin | nestartoval – Alexandr Michajlin | nestartoval – Alexandr Michajlin | nestartoval – Alexandr Michajlin | nestartoval – Alexandr Michajlin  | nestartoval – Alexandr Michajlin |
| MS 2003 | těžká váha |  | volný los                        | výhra Islám al-Šihabí            | prohra Jasujuki Muneta           | —                                | —                                | výhra Georgi Tonkov              | výhra Mahmud Miran               | výhra Janusz Wojnarowicz         | výhra – 1:36/umg Daniel Hernandes | —                                |
| MS 2005 | těžká váha |  | nestartoval – Alexandr Michajlin | nestartoval – Alexandr Michajlin | nestartoval – Alexandr Michajlin | nestartoval – Alexandr Michajlin | nestartoval – Alexandr Michajlin | nestartoval – Alexandr Michajlin | nestartoval – Alexandr Michajlin | nestartoval – Alexandr Michajlin | nestartoval – Alexandr Michajlin  | nestartoval – Alexandr Michajlin |
| MS 2007 | těžká váha |  | volný los                        | výhra Soslan Džanajev            | výhra Laša Gudžedžiani           | výhra Dennis van der Geest       | výhra João Gabriel Schlittler    | —                                | —                                | —                                | —                                 | prohra Teddy Riner               |

### Mistrovství Evropy
| Rok     | Kategorie  |  | 1/32                             | 1/16                             | čtvrtfinále                      | semifinále                       | opravy                           | opravy                           | o bronz                          | finále                           |
| ------- | ---------- |  | -------------------------------- | -------------------------------- | -------------------------------- | -------------------------------- | -------------------------------- | -------------------------------- | -------------------------------- | -------------------------------- |
| ME 1997 | těžká váha |  | prohra Davit Chachaleišvili      | —                                | —                                | —                                | —                                | —                                | —                                | —                                |
| ME 1998 | těžká váha |  | volný los                        | výhra Denis Braidotti            | výhra Alexandru Lungu            | výhra Selim Tataroğlu            | —                                | —                                | —                                | výhra Rafał Kubacki              |
| ME 1999 | těžká váha |  | volný los                        | výhra Eric Krieger               | výhra Alexandre Davitašvili      | výhra Selim Tataroğlu            | —                                | —                                | —                                | výhra Semir Pepic                |
| ME 2000 | těžká váha |  | výhra Janusz Wojnarowicz         | výhra Valentyn Rusliakov         | výhra Andris Lubgans             | výhra Frank Möller               | —                                | —                                | —                                | prohra Dennis van der Geest      |
| ME 2001 | těžká váha |  | výhra Gabriel Munteanu           | výhra Georgi Tonkov              | výhra Aythami Ruano              | výhra Selim Tataroğlu            | —                                | —                                | —                                | výhra Denis Braidotti            |
| ME 2002 | těžká váha |  | volný los                        | výhra Valentyn Buraha            | výhra Janusz Wojnarowicz         | výhra László Szilágyi            | —                                | —                                | —                                | výhra Pedro Soares               |
| ME 2003 | těžká váha |  | x                                | výhra Gabriel Munteanu           | výhra Zviad Chandžaliašvili      | výhra Paolo Bianchessi           | —                                | —                                | —                                | výhra Aythami Ruano              |
| ME 2004 | těžká váha |  | volný los                        | prohra Andreas Tölzer            | —                                | —                                | výhra Obren Božović              | výhra Laša Gudžedžiani           | výhra Paolo Bianchessi           | —                                |
| ME 2005 | těžká váha |  | nestartoval – Alexandr Michajlin | nestartoval – Alexandr Michajlin | nestartoval – Alexandr Michajlin | nestartoval – Alexandr Michajlin | nestartoval – Alexandr Michajlin | nestartoval – Alexandr Michajlin | nestartoval – Alexandr Michajlin | nestartoval – Alexandr Michajlin |
| ME 2006 | těžká váha |  | x                                | výhra Paolo Bianchessi           | výhra Pierre Robin               | prohra Janusz Wojnarowicz        | —                                | —                                | výhra Jevgenij Sotnikov          | —                                |
| ME 2007 | těžká váha |  | nestartoval – Alexandr Michajlin | nestartoval – Alexandr Michajlin | nestartoval – Alexandr Michajlin | nestartoval – Alexandr Michajlin | nestartoval – Alexandr Michajlin | nestartoval – Alexandr Michajlin | nestartoval – Alexandr Michajlin | nestartoval – Alexandr Michajlin |
| ME 2008 | těžká váha |  | výhra Aleksandar Petković        | výhra Marius Paškevičius         | výhra Barna Bor                  | výhra Jurij Rybak                | —                                | —                                | —                                | výhra Paolo Bianchessi           |